# NGC 6411
NGC 6411 é uma galáxia elíptica (E) localizada na direcção da constelação de Draco. Possui uma declinação de +60° 48' 47" e uma ascensão recta de 17 horas, 35 minutos e 32,6 segundos.
A galáxia NGC 6411 foi descoberta em 27 de Outubro de 1861 por Heinrich Louis d'Arrest.